# Храпунов Павло Пилипович
Павло Пилипович Храпунов (13 жовтня 1908, місто Катеринослав, тепер Дніпро — 15 вересня 1987, місто Дніпропетровськ) — український радянський партійний діяч, 1-й секретар Дніпропетровського міськкому КПУ. Депутат Верховної Ради УРСР 4-го скликання. Член Ревізійної Комісії КПУ в 1954—1960 р.

## Біографія
Народився у родині робітника-вальцювальника.
У 1923 році закінчив сім класів середньої школи міста Катеринослава, а у 1926 році закінчив школу фабрично-заводського навчання при Дніпропетровському металургійному заводі імені Петровського.
У жовтні 1926 — вересні 1930 року — слюсар рейкобалкового цеху Дніпропетровського металургійного заводу імені Петровського.
З вересня 1930 року — в Червоній армії. У вересні 1930 — жовтні 1931 року — червоноармієць 51-го артилерійського полку 51-ї стрілецької дивізії, у жовтні 1931 — листопаді 1932 року — командир взводу 89-го стрілецького полку 30-ї стрілецької дивізії.
Член ВКП(б) з жовтня 1931 року.
У листопаді 1932 — липні 1933 року — завідувач секретної частини тресту «Союзшкіра» у місті Дніпропетровську.
У липні 1933 — липні 1934 року — інструктор Центрально-Нагірного районного комітету КП(б)У міста Дніпропетровська. У липні 1934 — липні 1935 року — інструктор Кіровського районного комітету КП(б)У міста Дніпропетровська. У липні 1935 — жовтні 1936 року — інструктор Жовтневого районного комітету КП(б)У міста Дніпропетровська.
У жовтні 1936 — травні 1937 року — секретар партійного комітету «Дніпроенерго» міста Дніпропетровська.
У травні 1937 — жовтні 1938 року — голова виконавчого комітету Жовтневої районної ради депутатів трудящих міста Дніпропетровська.
У жовтні 1938 — лютому 1941 року — студент Планово-економічної академії імені Молотова у Москві. Закінчив два курси.
У лютому — липні 1941 року — начальник міського житлового управління міста Дніпропетровська.
У липні 1941 — жовтні 1942 року — в Червоній армії: помічник начальника штабу, начальник штабу 596-го артилерійського полку Резерву Головного командування на Південно-Західному та Південному фронтах. Учасник німецько-радянської війни.
У жовтні 1942 — травні 1943 року — завідувач агітаційно-пропагандистського відділу Кіровського районного комітету ВКП(б) міста Магнітогорська. У травні — серпні 1943 року — завідувач організаційно-інструкторського відділу Магнітогорського міського комітету ВКП(б) Челябінської області.
У серпні 1943 — червні 1944 року — інструктор організаційно-інструкторського відділу ЦК КП(б) України.
У червні — вересні 1944 року — секретар партійного комітету Дніпропетровського металургійного заводу імені Петровського.
У вересні 1944 — вересні 1945 року — 2-й секретар Жовтневого районного комітету КП(б)У міста Дніпропетровська.
У вересні 1945 — грудні 1946 року — 1-й секретар Кіровського районного комітету КП(б)У міста Дніпропетровська.
У листопаді 1946 — січні 1948 року — заступник секретаря Дніпропетровського обласного комітету КП(б)У із торгівлі і громадського харчування — завідувач відділу торгівлі і громадського харчування Дніпропетровського обласного комітету КП(б)У.
У січні 1948 — січні 1950 року — 2-й секретар Дніпропетровського міського комітету КП(б)У.
У січні 1950 — червні 1952 року — 1-й секретар Дніпропетровського міського комітету КП(б)У.
У 1952 році заочно закінчив Дніпропетровський металургійний інститут імені Сталіна. У липні — вересні 1952 року — слухач Московської школи Міністерства державної безпеки СРСР.
26 вересня 1952 — 16 березня (1 травня) 1953 року — начальник Управління Міністерства державної безпеки СРСР Воронезької області РРФСР.
У березні — травні 1953 року — завідувач адміністративного відділу Дніпропетровського обласного комітету КПУ. У травні (затв.) — грудні 1953 року — завідувач відділу адміністративних і торговельно-фінансових органів Дніпропетровського обласного комітету КПУ.
У грудні 1953 — 1957 року — 1-й секретар Дніпропетровського міського комітету КПУ.
У червні 1957—1966 роках — начальник управління легкої і харчової промисловості Ради народного господарства Дніпропетровського економічного адміністративного району (раднаргоспу).
У 1966—1972 роках — заступник начальника Дніпропетровського територіального управління з матеріально-технічного постачання.
З 1972 року — на пенсії у Дніпропетровську.

## Звання
- полковник державної безпеки (1952)

## Нагороди
- орден Трудового Червоного Прапора (23.01.1948)
- орден Знак Пошани (3.09.1971)
- орден Червоної Зірки (29.06.1945)
- дев'ять медалей
- Почесна грамота Президії Верховної Ради Української РСР